# バーバラ・クラウゼ
バーバラ・クラウゼ （Barbara Krause、1959年7月7日 - ）は、ドイツ（旧東ドイツ）の元競泳選手（自由形）。東ベルリン出身。クラウゼは、3個のオリンピック金メダルを獲得し、8度世界新記録を樹立した。1980年のモスクワオリンピックでは、クラウゼは100m・200mの自由形と4×100mリレーで金メダルを勝ち取った。
夫のルーツ・ワンジャ（en）も元オリンピック競泳選手である。

## ドーピング疑惑
当時の多くの東ドイツ選手と同様、クラウゼもコーチから、シュタージ（国家保安省）の指示のもとにドーピングを受けていた。
1976年のモントリオールオリンピックの際、「チームドクターが処方する薬の量の計算を間違えたため、試合後のドーピングテストで陽性反応が出るかもしれない」という理由で、東ドイツの競泳チームからはずされた。
クラウゼが産んだ二人の子どもはともに足に奇形が見られた。クラウゼは後に、ステロイドの使用が原因だと考えた。